# Куликов, Владимир Семёнович
Влади́мир Семё́нович Кулико́в (11 октября 1933, Москва, СССР — 7 июня 2005, Москва, Российская Федерация) — советский и российский журналист-международник, публицист и переводчик, востоковед, собственный корреспондент Центрального телевидения СССР в Пекине, автор книг о Китае.

## Биография
Родился 11 октября 1933 года в Москве.
Окончил Московский государственный институт международных отношений МИД СССР, где изучал китайский язык и историю Китая.
Во время учёбы в МГИМО в 1958 году впервые посетил Китай во время студенческой практики. После окончания института работал в Министерстве иностранных дел СССР.
В период китайской культурной революции Куликов служил дипломатическим атташе в Посольстве СССР в Пекине.
Затем перешёл на работу журналистом-международником на Центральное телевидение СССР и Всесоюзном радио. Несколько лет вёл на китайском языке передачи в радиовещании на Китай. Избирался в состав руководства «Общества советско-китайской дружбы».
В конце 1980-х годов стал собственным корреспондентом Центрального телевидения в КНР. Его телерепортажи с улиц Пекина, китайских деревень, съездов Компартии Китая показывали в информационных программах «Время» и «Международная панорама».
Журналист побывал и в таких крупных городах, как Шанхай, Сиань, Нанкин, Гуанчжоу, и в отдаленных сельских районах. Брал интервью у политических деятелей, рабочих и крестьян, представителей интеллигенции.
Активно занимался популяризацией китайской культуры и языка, внёс свой личный вклад в налаживании добрососедских отношений между Советским Союзом (позже — Россией) и Китайской Народной Республикой.
Помимо съёмок документальных фильмов, радио- и телепередач Владимир Куликов написал книги о богатой истории и повседневной жизни Китая, в том числе книги «Неизвестный Китай» и «Китайцы о себе» (издана в 1989 году).
Более полувека его жизнь была связана с Китаем. За большой вклад в добрососедские отношения между нашей страной и Китаем, а также за плодотворную профессиональную деятельность Владимир Куликов награждён орденами Трудового Красного Знамени и Дружбы народов.
Скончался 7 июня 2005 года в Москве. Похоронен на Химкинском кладбище.